# Gilles Foucqueron
Gilles Foucqueron, né en 1955 à Saint-Malo, est un spécialiste de la ville de Saint-Malo, auteur notamment d'un dictionnaire encyclopédique sur la cité malouine comprenant onze mille notices. Ce travail s'est vu décerner le Prix Henri Vovard de l'Académie de Marine en 2000.
Docteur en médecine, Gilles Foucqueron est président de l'Association des amis de Jacques Cartier.
Il est  le beau-frère de l'auteur de BD Michel Plessix.

## Décorations
- Chevalier de l'ordre du Mérite maritime (2025)[2]
- Chevalier de l'ordre des Arts et des Lettres (2012)[3],[4].

## Publications
- Saint-Malo occupée, Saint-Malo libérée, Atimco, Combourg, 1984  (ISBN 978-2950030405)
- Malouin suis, une république sous la Ligue, Atimco, Combourg, novembre 1989
- Saint-Malo, deux mille ans d'histoire, tome I, éditions Foucqueron, Saint-Malo, 1999
- Saint-Malo, deux mille ans d'histoire, tome 2, éditions Foucqueron, Saint-Malo, 1999
- L'épopée des malouinières, en collaboration avec le peintre Alain Bailhache, éditions Cristel, Saint-Malo, 2007
- Saint-Malo, histoire et géographie contemporaine, Palantines, Plomelin, avril 2008,  (ISBN 978-2-911434-67-9)
- Saint-Malo en l'Isle, en collaboration avec Alain Bailhache, éditions Cristel  (ISBN 2844210848)
- Sur la route de la porcelaine, en collaboration avec Reno Marca, éditions Cristel, 2017, (ISBN 978-2-84421-132-3)
- Jacques Cartier. Explorateur du Canada, Saint-Malo, éditions Cristel, 2018 [5]